# Seacourt
Seacourt var en civil parish från 1858 till 1900 då den blev en del av Wytham, i grevskapet Berkshire (nu Oxfordshire), i England. Civil parish var belägen 12 km från Witney och hade 23 invånare år 1891. Byar nämndes i Domedagsboken (Domesday Book) år 1086, och kallades då Sevacoorde.